# Copsychus albospecularis
Il merlo gazza del Madagascar (Copsychus albospecularis (Eydoux e Gervais, 1836)) è un uccello della famiglia Muscicapidae, endemico del Madagascar.

## Tassonomia
Il merlo del Madagascar fa parte della famiglia pettirosso di Seychelles e del pettirosso di Oriental, e può formare una superspecie con loro. La specie è endemica del Madagascar, dove si trova in tutta l'isola. La sua distribuzione è talvolta sparsa in quanto occupa una vasta gamma di habitat e può essere molto comune o abbastanza rara a seconda di ciò. Sono state descritte tre sottospecie, la sottospecie nominata, dal nord-est del Madagascar, C. a. inexpectatus, dal Madagascar orientale e sudorientale e da C. a. pica, che occupa il resto del paese. Vi è tuttavia una considerevole sovrapposizione tra la sottospecie e i confini esatti tra la sottospecie non sono chiari.

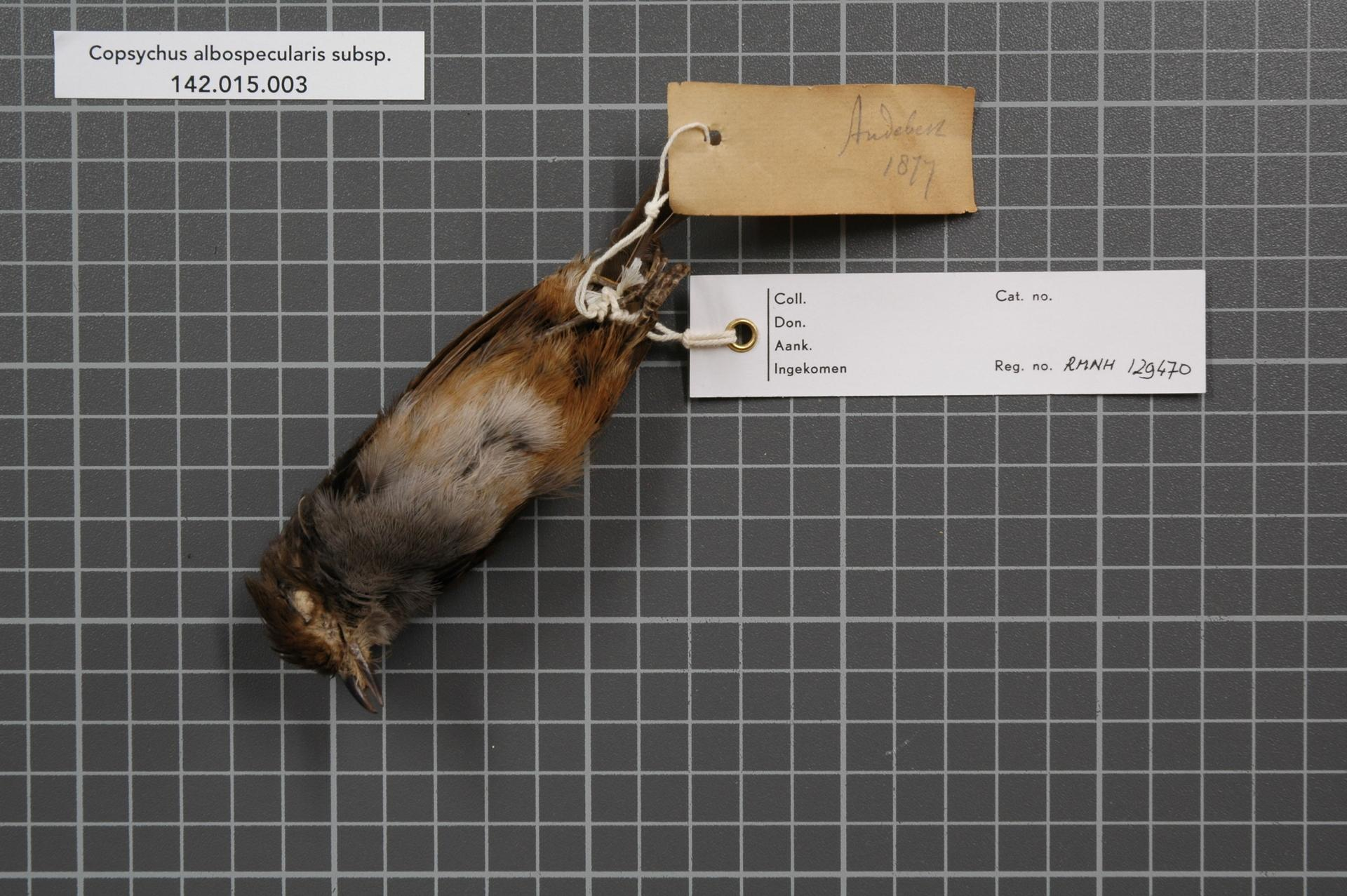

## Descrizione
Il merlo del Madagascar misura 18 cm di lunghezza e pesa 21 a 24 g (0,74–0,85 oz). Il piumaggio varia in base al sesso; il maschio della sottospecie nominata ha piumaggio tutto nero con una toppa bianca sulla spalla e la femmina ha una corona, una schiena e una coda grigio-marrone, un petto e una gola grigi e ali e groppa ruvide. I maschi delle altre sottospecie hanno più bianco delle ali e un addome bianco, la femmina di C. a. la pica è molto più chiara nel complesso.

## Distribuzione e habitat
Questi uccelli occupano la maggior parte degli habitat disponibili sull'isola, dalla macchia alla foresta secca dei monsoni, dalla foresta pluviale umida, dal bosco, dalle foreste di mangrovie, dalla crescita secondaria e da una varietà di terreni agricoli tra cui giardini, banane, caffè ed piantagioni di eucalipti . Si possono avvistare dal livello del mare a 1800 m.

## Comportamento

### Dieta e alimentazione
Questa specie si nutre di insetti, tra cui scarafaggi e cavallette, nonché ragni, lombrichi, piccole lucertole e anfibi, oltre che di bacche. Foraggiano vicino al suolo e mostrano una certa differenziazione di nicchia tra i sessi, con le femmine che si nutrono più regolarmente sul terreno e i maschi che si nutrono più in alto nel sottobosco. A volte si uniscono anche a stormi foraggeri di specie miste. 

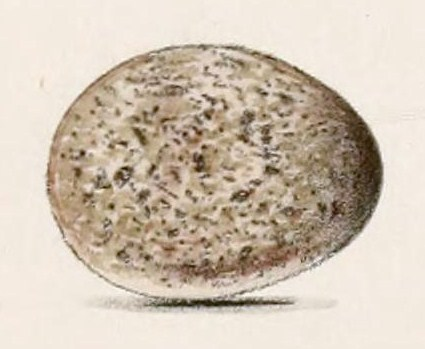

### Allevamento
I merli del Madagascar sono territoriali, con coppie che difendono territori di dimensioni variabili a seconda del tipo di habitat. I territori nella foresta pluviale pesante o nella foresta montana umida sono più piccoli di quelli nella macchia. Il nido è una coppa fatta di erbe, gambi di foglie e fiancheggiata da radici, pelle di serpente e pelo di lemuri o bovini. Il nido è posto in cavità nelle pareti, nelle cavità dei monconi o nella fitta vegetazione. Una dimensione media della frizione è di tre uova (l'intervallo va da due a cinque) e queste vengono incubate per circa 13 giorni. Entrambi i genitori danno da mangiare ai pulcini nel nido per 17 giorni, e i giovani continuano ad essere nutriti fuori dal nido per almeno altri sei giorni. I pulcini possono associarsi con i loro genitori in piccoli stormi per almeno 18 giorni dopo l'invio. Questa specie è spesso colpita dal predatore sparviero del Madagascar.